# Eguchipsammia fistula
Eguchipsammia fistula är en korallart som först beskrevs av Alcock 1902.  Eguchipsammia fistula ingår i släktet Eguchipsammia och familjen Dendrophylliidae. Inga underarter finns listade i Catalogue of Life.